# Taphrina wettsteiniana
Taphrina wettsteiniana (лат.) — вид грибов рода тафрина (Taphrina) отдела аскомицеты (Ascomycota), паразит папоротников рода Многорядник (Polystichum) семейства Щитовниковые (Dryopteridaceae). Вызывает пятнистость листочков вай.

## Описание
Пятна на растении округлые, диаметром до 8 мм. С верхней стороны вай они слабо заметны и имеют вид бледных зон, с нижней стороны чётко очерчены, светло-зелёные или жёлтые, затем буреют, утолщённые.
Мицелий межклеточный.
Сумчатый слой («гимений») на нижней стороне пятен.
Аски размерами 30—45×6—8 мкм, цилиндрические или булавовидные, с округлыми верхушками. Базальные клетки (см. в статье Тафрина) 6—13×5—8 мкм, имеются не у всех асков.
Аскоспоры веретеновидные, слегка изогнутые, 5—8×2—4 мкм, обычно содержат 2 капли жира. Могут почковаться в асках, образуя палочковидные бластоспоры размерами 5×1 мкм.

## Распространение и хозяева
Типовой хозяин — Polystichum lonchitis.
Taphrina wettsteiniana известна в Австрии и Норвегии.

## Близкие виды
- Taphrina polystichi встречается в Северной Америке (на востоке США) на папоротнике Polystichum acrostichoides, отличается формой и размерами аскоспор.